# Cinzia Monreale
Cinzia Monreale (Genova, 1957. június 22. –) olasz színésznő.

## Életpályája
Édesanyja operaénekes volt. 1975-ben, 18 évesen játszott először filmben, de a Son tornate a fiorire le rose címet viselő alkotásban nem került fel neve a stáblistára. Vittorio Sindoni 1976-os filmjében (Perdutamente tuo... mi firmo Macaluso Carmelo fu Giuseppe) viszont nevét harmadikként tüntették fel. Franco Rossetti, filmjét (Quel movimento che mi piace tanto) követően ismét egy Sindoni rendezésű forgatásba került (Per amore di Cesarina). A két filmet szintén 1976-ban készítették.
Egy év kihagyás után, a későbbi horrorguru, Lucio Fulci irányítása alatt elkészült Ezüstnyereg-ben tűnt fel. Egy epizódszerep után Joe D'Amatóval dolgozott együtt a A sötétségen túl című horrorban. Egy kis stílusváltásként a következő szerepet, a Steno által rendezett, Bud Spencer főszereplésével forgatott Piedone Egyiptomban című vígjátékban vállalta. 
Ezután visszatért a horror keresztapjához, hogy eljátssza Emilyt, a vak lányt az Pokol hét kapuja című giallóban. 1984-ben egy sci-fiben tűnt fel, de a Fulci-rendezte I guerrieri dell'anno 2072-ben megint nem írták ki a stáblistára. Kisebb szerepek után, 1989-ben megint egy horrorban találta magát, ismét Fulci munkájában. Ez volt a La dolce casa degli orrori. 1991-ben a Joe D'Amato dirigálta Ritorno dalla morté-ban főszerepet kapott. 
Kisebb szerepek, valamint az azokat követő három év kihagyás után, 1996-ban Dario Argento horror-drámájában vállalt el egy kisebb szerepet mint a főszereplő, Alfredo Grossi (Thomas Kretschmann) felesége. A filmben a főszerepet Argento lánya, Asia játszotta, A Stendhal szindróma címen került a mozikba. 1996 és 2001 között leginkább csak kisebb szerepekben tűnt fel. Ezen időszakból kivételt képez a Quando una donna non dorme (2000) és a L'accertamento (2001). 2009-es visszavonulásáig szintén csak epizódszerepekben volt látható.

### Megjelenése mint önmaga
Asszisztensként dolgozott az 1985–1994 között futott Il gioco delle coppie című műsorban, 2001-ben látható volt a Mario Schifano tutto dokumentumfilmben, majd az általa készített Kill Gil: Volume 2-ben is 2006-ban. 2008-ban 
2008-ban egy Lucio Fulci életét feldolgozó dokumentumfilmben (Paura: Lucio Fulci Remembered - Volume 1)volt látható mint riportalany, majd 2011-ben róla készítettek hasonló dokumentumfilmet (AKA Sarah Keller: Cinzia Monreale Remembers 'The Beyond), végül egy hasonlót (The Beyond: See Emily Play) 2015-ben. 2017-ben pedig a Sick Love című videóban volt látható önmagaként.

### Egyéb munkái
Videósként részt vett a 2005-ös  Kill Gil Volume 1  című dokumentumfilmben, majd 2006-ban producerként elkészítette annak második részét.

## Szerepei
| Év        | Eredeti cím                                               | Magyar cím                                   | Szerep                                    | Magyar hangja             | Megjegyzés                                                             | Rendezte                                                       |
| --------- | --------------------------------------------------------- | -------------------------------------------- | ----------------------------------------- | ------------------------- | ---------------------------------------------------------------------- | -------------------------------------------------------------- |
| 1974      | Un uomo, una città                                        | Az előkelő alvilág                           | Lány a bárban                             |                           | nincs feltüntetve a stáblistán                                         | Romolo Guerrieri                                               |
| 1975      | Son tornate a fiorire le rose                             |                                              | Gioia                                     |                           | nincs feltüntetve a stáblistán                                         | Vittorio Sindoni                                               |
| 1976      | Perdutamente tuo... mi firmo Macaluso Carmelo fu Giuseppe | Örökre a tiéd                                | Jessica                                   |                           |                                                                        | Vittorio Sindoni                                               |
| 1976      | Quel movimento che mi piace tanto                         |                                              | Anna Gilioli                              |                           |                                                                        | Franco Rossetti                                                |
| 1976      | Per amore di Cesarina                                     |                                              | Cesarina                                  |                           |                                                                        | Vittorio Sindoni                                               |
| 1978      | Sella d'argento                                           | Ezüstnyereg                                  | Margaret Barrett                          |                           |                                                                        | Lucio Fulci                                                    |
| 1978      | Bermude: la fossa maledetta                               |                                              | Lány a hajón                              |                           |                                                                        | Tonino Ricci                                                   |
| 1979      | Buio Omega                                                | A sötétségen túl                             | Anna Völkl és Elena Völkl                 |                           |                                                                        | Joe D’Amato                                                    |
| 1980      | Piedone d'Egitto                                          | Piedone Egyiptomban Seriff a Nílus völgyében | Connie                                    | Balogh Emese Spilák Klára |                                                                        | Steno                                                          |
| 1981      | E tu vivrai nel terrore - L'aldilà                        | A pokol hét kapuja                           | Emily, a vak lány                         | F. Nagy Eszter            | a stáblistán mint Sarah Keller                                         | Lucio Fulci                                                    |
| 1984      | Illusione                                                 |                                              | Martina; July                             |                           |                                                                        | Alex Carmeno                                                   |
| 1984      | I guerrieri dell'anno 2072                                |                                              | Linda                                     |                           | nincs feltüntetve a stáblistán                                         | Lucio Fulci                                                    |
| 1986      | La vallée des peupliers                                   |                                              | Christiane                                |                           | tévésorozat                                                            | Mario Caiano Dominique Giuliani Tommaso Mottola                |
| 1986      | Cat's                                                     |                                              |                                           |                           |                                                                        | Alex Carmeno                                                   |
| 1987      | Sotto il ristorante cinese                                |                                              | A rabló                                   |                           |                                                                        | Bruno Bozzetto                                                 |
| 1987      | Aeroporto internazionale                                  |                                              | Stewardess                                |                           | tévésorozat, két epizódban                                             | Paolo Poeti (2. évad 7. rész) Enzo Tarquini (2. évad 19. rész) |
| 1988      | Il ferro contro il viso                                   |                                              |                                           |                           | rövidfilm                                                              | Gianluca Maria Tavarelli                                       |
| 1989      | Come stanno bene insieme                                  |                                              | Tanárnő                                   |                           | tévésorozat, egy epizódban                                             | Vittorio Sindoni                                               |
| 1989      | The Sweet House of Horrors                                |                                              | Marcia                                    |                           | olasz tévéfilmhez készült; ismert még La dolce casa degli orrori címen | Lucio Fulci                                                    |
| 1991      | Chiara e gli altri                                        |                                              | Rosaura Maritozzi                         |                           | tévésorozat, két epizódban                                             | Gianfrancesco Lazotti                                          |
| 1991      | Come una mamma                                            | A pótmama                                    | Egy nő                                    |                           | minisorozat                                                            | Vittorio Sindoni                                               |
| 1992      | Frankenstein 2000 - Ritorno dalla morte                   |                                              | Georgia                                   |                           |                                                                        | Joe D’Amato                                                    |
| 1992      | Nel continente nero                                       |                                              | Francesca                                 |                           |                                                                        | Marco Risi                                                     |
| 1993      | Diario di un vizio                                        | Egy bűnös élet naplója                       | Lány a hóban                              |                           |                                                                        | Marco Ferreri                                                  |
| 1993      | Kreola                                                    |                                              | Jo Ann                                    |                           |                                                                        | Antonio Bonifacio                                              |
| 1993      | Casa Vianello                                             |                                              | Carla Martini                             |                           | tévésorozat, egy epizódban                                             | ?                                                              |
| 1996      | The Stendhal Syndrome                                     | A Stendhal szindróma                         | Alfredo Grossi felesége                   |                           |                                                                        | Dario Argento                                                  |
| 1996      | Festival                                                  |                                              | Gea Calò                                  |                           |                                                                        | Pupi Avati                                                     |
| 1997      | Mamma per caso                                            |                                              | Pamela anyja                              |                           | minisorozat, egy epizódban                                             | Sergio Martino                                                 |
| 1997      | Un prete tra noi                                          |                                              | Giudice Alberti                           |                           | tévésorozat, 3 epizódban                                               | ?                                                              |
| 1999      | Commesse                                                  |                                              |                                           |                           |                                                                        | ?                                                              |
| 1999      | Il popolo degli uccelli                                   |                                              | A szomszéd nő                             |                           |                                                                        | Rocco Cesareo                                                  |
| 1999      | I.A.S. - Investigatore allo sbaraglio                     |                                              | Rendező                                   |                           | tévéfilm                                                               | Giorgio Molteni                                                |
| 1999-2001 | Turbo                                                     | Turbo, a négylábú zsaru                      | Boldrini                                  |                           | tévésorozat, 7 epizódban                                               | Antonio Bonifacio                                              |
| 2000      | Quando una donna non dorme                                |                                              | Gloria                                    |                           |                                                                        | Nino Bizzarri                                                  |
| 2000      | La donna del delitto                                      |                                              | Maria Pia Magi                            |                           |                                                                        | Corrado Colombo                                                |
| 2000      | La stanza della fotografia                                |                                              | Denise                                    |                           | tévéfilm                                                               | Antonio Bonifacio                                              |
| 2001      | L'accertamento                                            |                                              | Elsa                                      |                           |                                                                        | Lucio Lunerti                                                  |
| 2002      | La casa dell'angelo                                       |                                              | Chicca                                    |                           | tévéfilm                                                               | Giuliana Gamba                                                 |
| 2002      | Ultimo stadio                                             |                                              | Bea                                       |                           |                                                                        | Ivano De Matteo                                                |
| 2003      | Ilaria Alpi - Il più crudele dei giorni                   |                                              |                                           |                           |                                                                        | Ferdinando Vicentini Orgnani                                   |
| 2004      | Madre come te                                             |                                              |                                           |                           | tévéfilm                                                               | Vittorio Sindoni                                               |
| 2007      | Il capitano                                               |                                              | Flavia Gobetti                            |                           | tévésorozat, 2 részben                                                 | Andrea Oliva                                                   |
| 2008      | Incantesimo                                               | Bűvölet                                      | Sonia Solari                              |                           | tévésorozat, 40 részben                                                | többen                                                         |
| 2009      | Il commissario Rex                                        | Rex Rómában                                  | Elisa Donati (2009) Terzia Mirante (2012) |                           | tévésorozat; 3 epizódban                                               | Marco Serafini (2009) Fernando Muraca (2012)                   |
| 2010      | My House is Full of Mirrors                               | Tükreim                                      |                                           |                           | tévéfilm                                                               | Vittorio Sindoni                                               |
| 2011      | Il giorno del mio compleanno                              |                                              | Anya                                      |                           | rövidfilm                                                              | Roberto Capucci                                                |
| 2011      | Cugino e cugino                                           |                                              | Játékbolti eladó                          |                           | tévésorozat, egy epizódban                                             | Vittorio Sindoni                                               |
| 2012      | Don Matteo                                                | Don Matteo                                   | Giulia Moneta                             |                           | tévésorozat, egy részben                                               | Giulio Base Carmine Elia                                       |
| 2013      | La festa                                                  |                                              | Fabio anya                                |                           |                                                                        | Simone Scafidi                                                 |
| 2015      | Dante's Project                                           |                                              | narrátor                                  |                           | video                                                                  | Diana Dell'Erba                                                |
| 2016      | Dark Signal                                               |                                              | Carla Zaza                                |                           |                                                                        | Edward Evers-Swindell                                          |
| 2017      | L'incredibile storia della signora del terzo piano        |                                              | Szivarozó nő                              |                           |                                                                        | Rodolfo Martinelli Isabel Russinova                            |
| 2019      | Everybloody's End                                         |                                              | Bionda                                    |                           |                                                                        | Claudio Lattanzi                                               |

## Fordítás
- Ez a szócikk részben vagy egészben a Cinzia Monreale című olasz Wikipédia-szócikk ezen változatának fordításán alapul.  Az eredeti cikk szerkesztőit annak laptörténete sorolja fel. Ez a jelzés csupán a megfogalmazás eredetét és a szerzői jogokat jelzi, nem szolgál a cikkben szereplő információk forrásmegjelöléseként.